# I'm Sorry
«I'm Sorry» es una canción escrita por Dub Allbritten y Ronnie Self,  popularizada por la cantante adolescente de 15 años Brenda Lee. El sencillo alcanzó el número 1 de la lista Billboard Hot 100 en julio de 1960. 

## Historia
Según escribe Fred Bronson en el Billboard Book of Number One Hits, Brenda Lee grabó la canción a principios de 1960, pero su discográfica, Decca Records, lo mantuvo archivada durante varios meses por preocupación, al considerar que una niña de 15 años no era lo suficientemente madura como para cantar al amor no correspondido. Cuando finalmente se decidieron a publicarla, lo hicieron como cara B del sencillo "That's All You Gotta Do". A pesar de que "That's All You Gotta Do" fue un tema de éxito, que llegó al número 6 del Billboard Hot 100,  "I'm Sorry" sería el tema que pasaría a la historia y que catapultó a Brenda Lee al estrellato. En la lista R&B, "I'm Sorry" alcanzó el puesto 4 y "That's All You Gotta Do" el número 19.
"I'm Sorry" fue lanzado como cara A (con "That's All You Gotta Do" como cara B), cuando fue publicado el sencillo en el Reino Unido en julio de 1960. "I'm Sorry" no fue uno de los sencillos más exitosos de Lee en las listas británicas, donde temas como "Sweet Nothin's", "Speak to Me Pretty", "All Alone Am I" y "As Usual" tuvieron mucha más atención.
A pesar de que "I'm Sorry" nunca fue lanzado oficialmente como sencillo country en los Estados Unidos, con el tiempo se convirtió en un tema aceptado por los amantes del country como un clásico del género. La canción es frecuentemente incluida en los recopilatorios "country oldies" como un ejemplo temprano del denominado nuevo "Nashville sound".

## Versiones
"I'm Sorry" tuvo versiones de artistas como Bobby Vee (incluida en el álbum Bobby Vee Sings Your Favorites/ 1960), Jane Morgan (1965), Dottie West (1968), Allison Durbin (1977), Billy Joe Royal (1980), Maywood (1991) o Roch Voisine (2009). Una grabación inédita de Pat Boone realizada en 1960 fue publicada en 2006 en el box set The Sixties 1960-1962.
En 1974 una versión de "I'm Sorry" fue publicada en danés bajo el título "Jeg be'r dig" por Birthe Kjær en su álbum Tennessee Waltz.
El grupo virtual Alvin and the Chipmunks realizaron una versión en el episodio titulado "The Secret Life of Dave Seville" de su programa de televisión.
En  el año 1983,  el grupo musical argentino  llamados Los Twist ,  hizo una adaptación de la canción usando su música pero con una letra distinta y la incluyó bajo el título "Lo Siento (hábil declarante)" en su álbum "La dicha en movimiento", con la interpretaciones vocales de Fabiana Cantilo y Pipo Cipolatti.